# Gamze Bulut
Gamze Bulut (Eskişehir, 3 d'agost de 1992) és una atleta turca amb medalla de plata en 1500 m als Jocs Olímpics d'Estiu de 2012 i Campionat europeu de 2012. Ambdues medalles li van ser retirades per dopatge. El 2015 va ser campiona europea en 5000 m a Tampere, Finlàndia, en la categoria sub-23.